# Dyschoriste heudelotiana
Dyschoriste heudelotiana är en akantusväxtart som beskrevs av Carl Ernst Otto Kuntze. Dyschoriste heudelotiana ingår i släktet Dyschoriste och familjen akantusväxter. Inga underarter finns listade i Catalogue of Life.